# Julian Köppl

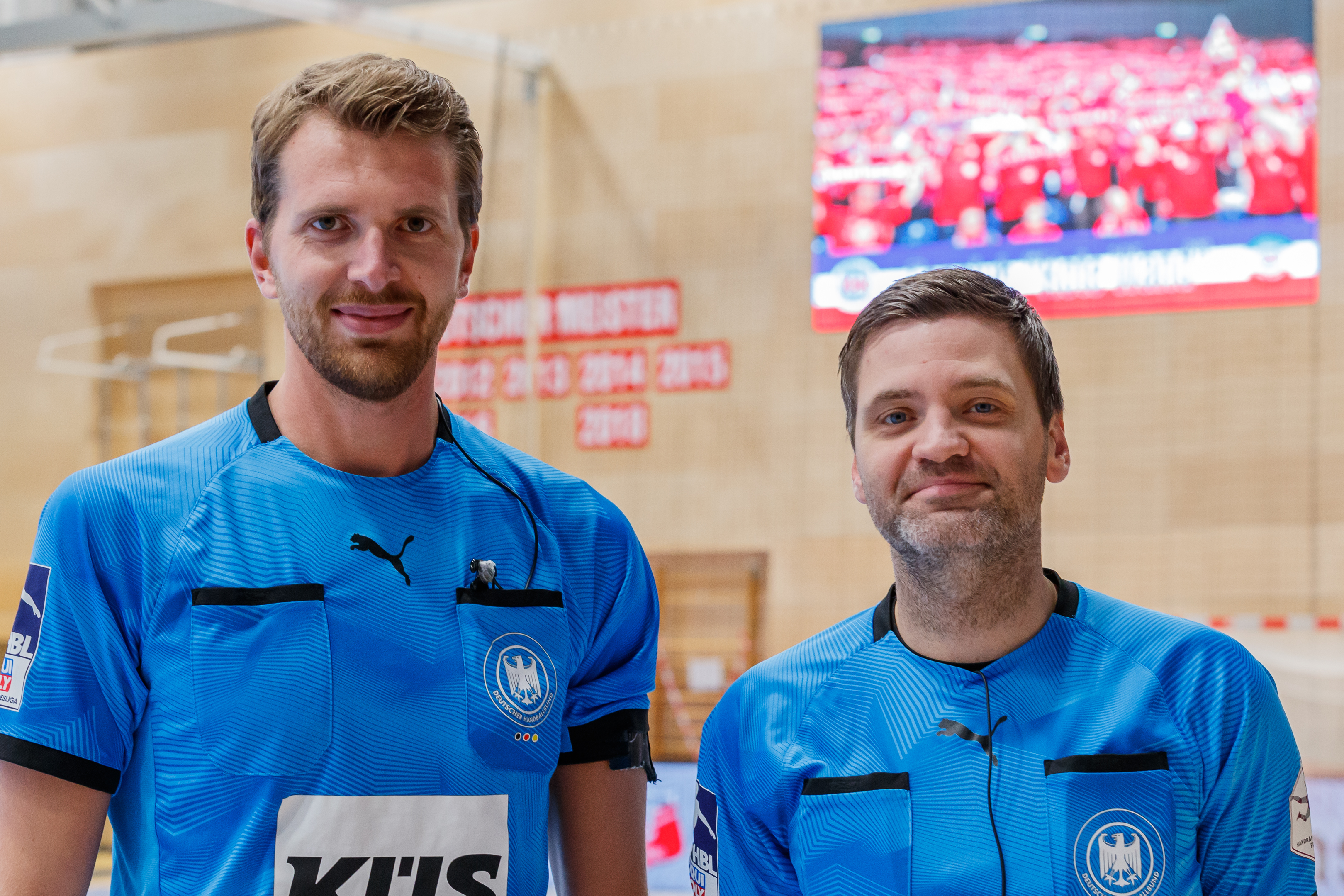
Julian Köppl (links) zusammen mit seinem Gespannpartner Denis Regner im Oktober 2022

Julian Köppl (* 1990) ist ein deutscher Handballschiedsrichter aus Frankfurt am Main. Er gehört zum Elitekader des DHB und ist seit 2007 Schiedsrichter.

## Karriere
Köppl wurde 2007 Schiedsrichter. Er bildet zusammen mit Denis Regner ein Schiedsrichtergespann. Das Duo fand sich zur Saison 2014/15, da beide einen neuen Gespannpartner brauchten. Sie stiegen im Nachwuchskader des DHBs ein. In der folgenden Saison stiegen sie bereits in den Bundesligakader auf und gehörten in der Saison 2016/17 zum Elite-Anschlusskader. Am 27. September 2017 leiteten Köppl/Regner ihr erstes Bundesligaspiel der Herren zwischen dem THW Kiel und dem HSC Coburg. Zur Saison 2018/19 stiegen sie erneut auf und gehören seitdem zum Elitekader des DHBs. 2021 durfte das Gespann das Halbfinale des Final Four der Frauen zwischen der SG BBM Bietigheim und der TuS Metzingen leiten.
Köppl kommt auf über 300 Einsätze auf Ebene des DHBs.

## Privates
Köppls Stammverein ist DJK Bingen-Büdesheim  im HV Rheinhessen. Hauptberuflich ist er Wirtschaftsingenieur.